# Fremdvergleichsgrundsatz
Der Fremdvergleichsgrundsatz (auch Verrechnungspreisprinzip, englisch arm’s length principle, ALP) ist ein Grundsatz aus dem internationalen Steuerrecht und besagt, dass bei grenzüberschreitenden Transaktionen zwischen einander nahe stehenden natürlichen oder juristischen Personen bzw. Unternehmen Verrechnungspreise so festgesetzt werden müssen, wie dies bei einer vergleichbaren Transaktion unter voneinander unabhängigen Dritten auf einem externen Markt der Fall wäre. Dealing at arm's length ist ein anerkanntes Prinzip für einen Leistungsaustausch „wie zwischen unabhängigen Parteien“.

## Folgen der Nichtbeachtung
Handeln verbundene Unternehmen nicht nach diesem Prinzip, führt dies zu einer Gewinnverschiebung zwischen den beteiligten Unternehmen. Das Unternehmen, das einen höheren Verrechnungspreis zahlt, als es am Markt außerhalb des Unternehmensverbundes für eine vergleichbare Leistung hätte zahlen müssen, weist einen niedrigeren, das andere Unternehmen einen höheren Gewinn aus als bei der Verrechnung marktüblicher Preise. Dementsprechend fallen bei dem einen Unternehmen zu hohe, bei dem anderen Unternehmen zu niedrige Steuern an. Bei grenzüberschreitenden Konzernen (multinationale Unternehmen) können auf diese Weise Gewinne von hoch besteuerten in niedrig besteuerte Länder verlagert werden – mit entsprechenden Folgen für das Steueraufkommen in den betroffenen Ländern.

## Betriebswirtschaftliche Aspekte
Von einer Gewinnverschiebung werden (Minderheits-)Aktionäre der beteiligten Unternehmen betroffen, weil sie eine zu niedrige oder eine zu hohe Dividende gegenüber der Zugrundelegung von Marktpreisen erhalten. Diese Vor- oder Nachteile müssen sie hinnehmen, da die Standortwahl oder die Verwendung von Verrechnungspreisen in der Befugnis des Vorstands liegt. Sind Aktionäre mit derartigen Entscheidungen nicht einverstanden, können sie diese in der Hauptversammlung kritisieren oder gar dem Vorstand die Entlastung verweigern.

## Fremdvergleichsgrundsatz in Doppelbesteuerungsabkommen
Der Fremdvergleichsgrundsatz findet auch in Doppelbesteuerungsabkommen Anwendung. So auch im Musterabkommen der OECD (OECD-MA), welches vielen Ländern als Basis für den Abschluss ihrer Doppelbesteuerungsabkommen dient.
Gemäß Art. 7 Abs. 2 OECD-MA müssen die Beziehung zwischen verschiedenen Betriebsstätten bzw. zwischen einer Betriebsstätte und dem Stammhaus entsprechend dem Fremdvergleichsgrundsatz ausgestaltet sein. Gleiches gilt für Konzerngesellschaften (Art. 9 Abs. 1 OECD-MA) und wenn dies nicht befolgt wird, können die Gewinne dem anderen Unternehmen zugerechnet und besteuert werden. Zwischen Konzerngesellschaften sind deshalb die Verrechnungspreise von großer Relevanz. Die Festlegung der Verrechnungspreise ist sehr aufwendig, weshalb die OECD die OECD-Verrechnungspreisleitlinien für multinationale Unternehmen und Steuerverwaltungen 2010 veröffentlicht.
Ebenfalls in Bezug auf Zinsen (Art. 11 Abs. 6 OECD-MA) und Lizenzgebühren (Art. 12 Abs. 4 OECD-MA) zwischen Parteien mit „besonderen Beziehungen“ muss der Fremdvergleichsgrundsatz berücksichtigt werden.

## Fremdvergleichsgrundsatz in Deutschland
Werden in Deutschland Einkünfte eines Steuerpflichtigen aus einer Geschäftsbeziehung zum Ausland mit einer ihm nahe stehenden Person dadurch gemindert, dass er seiner Einkünfteermittlung andere Bedingungen, insbesondere Preise, zugrunde legt, als sie voneinander unabhängige Dritte unter gleichen oder vergleichbaren Verhältnissen vereinbart hätten, sind seine Einkünfte unbeschadet anderer Vorschriften so anzusetzen, wie sie unter den zwischen voneinander unabhängigen Dritten vereinbarten Bedingungen angefallen wären (§ 1 Abs. 1 Außensteuergesetz, AStG). Wenn Steuerpflichtige bei ihrer Einkünfteermittlung das BMF-Schreiben Grundsätze für die Prüfung der Einkunftsabgrenzung zwischen nahestehenden Personen mit grenzüberschreitenden Geschäftsbeziehungen in Bezug auf Ermittlungs- und Mitwirkungspflichten, Berichtigungen sowie auf Verständigungs- und EU-Schiedsverfahren beachten, kommt es zu keiner Berichtigung der Einkünfte nach § 1 AStG.